# سیارک ۹۸۴۵
سیارک ۹۸۴۵ (به انگلیسی: 9845 Okamuraosamu، نامگذاری:1990FM1) نه هزار و هشتصد و چهل و پنجمین سیارک کشف شده‌است که در ۲۷ مارس ۱۹۹۰ کشف شد.
قدر مطلق سیارک برابر ۴۶.۷ است.